# خوابگاه سرخ
خوابگاه سرخ (انگلیسی: The Red Inn) یک فیلم جنایی کمدی فرانسوی محصول ۱۹۵۱ به کارگردانی کلود اوتان-لارا و با بازی فرناندل، فرانسواز روزی و ژولین کرت است. اولین نمایش آن در ۱۹ اکتبر ۱۹۵۱ بود. بازسازی این فیلم در سال ۲۰۰۷ به نمایش درآمد.